# الدوري المقدوني الأول لكرة القدم 2015-16
الدوري المقدوني الأول لكرة القدم 2015-16 هو الموسم 24 من  الدوري المقدوني الأول لكرة القدم. أقيم خلال الفترة 9 أغسطس 2015 وحتى مايو 2016، والذي يشرف على تنظيمه اتحاد مقدونيا لكرة القدم، وكان عدد الأندية المشاركة فيه  10، وفاز فيه نادي فاردار.